# Tipula (Eremotipula) artemisiae
Tipula (Eremotipula) artemisiae is een tweevleugelige uit de familie langpootmuggen (Tipulidae). De soort komt voor in het Nearctisch gebied.